# Łukasz Pawłowski
Łukasz Zygmunt Pawłowski (ur. 11 czerwca 1983 w Toruniu) – polski wioślarz, wicemistrz olimpijski z Pekinu.

## Kariera sportowa
Na co dzień występuje w klubie AZS UMK Toruń.
Srebrny medalista igrzysk olimpijskich w Pekinie w turnieju czwórki bez sternika wagi lekkiej. Brązowy medalista mistrzostw świata w ósemkach (2006) z Eton i w czwórkach bez sternika wagi lekkiej z Poznania (2009), złoty medalista młodzieżowych mistrzostw Europy w czwórce bez sternika wagi lekkiej (2003, 2004).
Na igrzyskach olimpijskich w Pekinie zdobył wraz z Miłoszem Bernatajtysem, Bartłomiejem Pawełczakiem i Pawłem Rańdą srebrny medal w konkurencji czwórek bez sternika wagi lekkiej. Dwukrotny mistrz Polski w konkurencji czwórek podwójnych (2004, 2005).
Został odznaczony Złotym Krzyżem Zasługi (2008). W 2008 nominowany w plebiscycie Torunianin Roku Gazety Wyborczej.

## Osiągnięcia

### Igrzyska olimpijskie
- Pekin 2008
  - 2. miejsce (srebrny medal) – czwórka bez sternika wagi lekkiej

### Mistrzostwa świata
- 3. miejsce – ósemki (2006)
- 8. miejsce – czwórki bez sternika wagi lekkiej (2007)
- 3. miejsce – czwórki bez sternika wagi lekkiej (2009)

### Mistrzostwa Europy
- Mistrzostwa Europy – Montemor-o-Velho 2010 – czwórka bez sternika wagi lekkiej – 2. miejsce[3].

### Puchar Świata
- 3. miejsce – ósemki (Lucerna 2006)
- 6. miejsce – czwórki bez sternika wagi lekkiej (Amsterdam 2007)
- 8. miejsce – czwórki bez sternika wagi lekkiej (Monachium 2005, Poznań 2006)
- 9. miejsce – czwórki bez sternika wagi lekkiej (Linz 2007)
- 12. miejsce – czwórki bez sternika wagi lekkiej (Monachium 2006)

### Młodzieżowe mistrzostwa świata
- 1. miejsce – czwórki podwójne wagi lekkiej (2003, 2004)
- 8. miejsce – czwórki podwójne wagi lekkiej (2005)

### Mistrzostwa świata juniorów
- 15. miejsce – dwójki podwójne (2001)

### Mistrzostwa Polski
- 1. miejsce – czwórki podwójne (2004, 2005)